# Nazionale femminile di pallavolo di Cuba
La nazionale di pallavolo femminile di Cuba è una squadra nordamericana composta dalle migliori giocatrici di pallavolo di Cuba ed è posta sotto l'egida della Federazione pallavolistica di Cuba.

## Rosa
Segue la rosa delle giocatrici convocate per il campionato nordamericano 2023.
| N° | Nome             | Ruolo | Data di nascita  | Squadra             |
| -- | ---------------- | ----- | ---------------- | ------------------- |
| 2  | Dezirett Madán   | O     | 10 dicembre 2002 | Železničar Lajkovac |
| 5  | Dayana Martínez  | C     | 19 ottobre 2002  | Uraločka            |
| 7  | Odaimis Leliebre | P     | 16 gennaio 2001  | -                   |
| 8  | Diaris Pérez     | S     | 16 novembre 1998 | Balatonfüred        |
| 10 | Ellemay Miranda  | L     | 7 maggio 2002    | -                   |
| 11 | Gretell Moreno   | P     | 30 gennaio 1998  | Královo Pole        |
| 15 | Jessica Aguilera | C     | 25 maggio 1999   | Chamalières         |
| 19 | Laura Suárez     | C     | 13 dicembre 1998 | JAV Olímpico        |
| 20 | Greisy Finé      | O     | 21 luglio 1999   | Chamalières         |
| 24 | Thalía Moreno    | O     | 10 aprile 2002   | Sfaxien             |
| 25 | Ivy Vila         | S     | 22 luglio 2001   | Benfica             |

## Risultati

### Competizioni FIVB
| 1964 | non qualificata | -            |
| 1968 | non qualificata | -            |
| 1972 | 6º posto        | Convocazioni |
| 1976 | 5º posto        | Convocazioni |
| 1980 | 5º posto        | Convocazioni |
| 1984 | non qualificata | -            |
| 1988 | non qualificata | -            |
| 1992 | 1º posto        | Convocazioni |
| 1996 | 1º posto        | Convocazioni |
| 2000 | 1º posto        | Convocazioni |
| 2004 | 3º posto        | Convocazioni |
| 2008 | 4º posto        | Convocazioni |
| 2012 | non qualificata | -            |
| 2016 | non qualificata | -            |
| 2020 | non qualificata | -            |
| 2024 | non qualificata | -            |

| 1952 | non qualificata | -            |
| 1956 | non qualificata | -            |
| 1960 | non qualificata | -            |
| 1962 | non qualificata | -            |
| 1967 | non qualificata | -            |
| 1970 | 8º posto        | Convocazioni |
| 1974 | 7º posto        | Convocazioni |
| 1978 | 1º posto        | Convocazioni |
| 1982 | 5º posto        | Convocazioni |
| 1986 | 2º posto        | Convocazioni |
| 1990 | 4º posto        | Convocazioni |
| 1994 | 1º posto        | Convocazioni |
| 1998 | 1º posto        | Convocazioni |
| 2002 | 5º posto        | Convocazioni |
| 2006 | 7º posto        | Convocazioni |
| 2010 | 12º posto       | Convocazioni |
| 2014 | 21º posto       | Convocazioni |
| 2018 | 22º posto       | Convocazioni |
| 2022 | non qualificata | -            |

| 1973 | 5º posto        | Convocazioni |
| 1977 | 2º posto        | Convocazioni |
| 1981 | 6º posto        | Convocazioni |
| 1985 | 2º posto        | Convocazioni |
| 1989 | 1º posto        | Convocazioni |
| 1991 | 1º posto        | Convocazioni |
| 1995 | 1º posto        | Convocazioni |
| 1999 | 1º posto        | Convocazioni |
| 2003 | 6º posto        | Convocazioni |
| 2007 | 4º posto        | Convocazioni |
| 2011 | non qualificata | -            |
| 2015 | 9º posto        | Convocazioni |
| 2019 | non qualificata | -            |
| 2023 | non qualificata | -            |

### Competizioni NORCECA
| 1969 | 2º posto        | Convocazioni |
| 1971 | 2º posto        | Convocazioni |
| 1973 | 1º posto        | Convocazioni |
| 1975 | 1º posto        | Convocazioni |
| 1977 | 1º posto        | Convocazioni |
| 1979 | 1º posto        | Convocazioni |
| 1981 | 2º posto        | Convocazioni |
| 1983 | 2º posto        | Convocazioni |
| 1985 | 1º posto        | Convocazioni |
| 1987 | 1º posto        | Convocazioni |
| 1989 | 1º posto        | Convocazioni |
| 1991 | 1º posto        | Convocazioni |
| 1993 | 1º posto        | Convocazioni |
| 1995 | 1º posto        | Convocazioni |
| 1997 | 1º posto        | Convocazioni |
| 1999 | 1º posto        | Convocazioni |
| 2001 | 2º posto        | Convocazioni |
| 2003 | 2º posto        | Convocazioni |
| 2005 | 2º posto        | Convocazioni |
| 2007 | 1º posto        | Convocazioni |
| 2009 | 3º posto        | Convocazioni |
| 2011 | 3º posto        | Convocazioni |
| 2013 | 7º posto        | Convocazioni |
| 2015 | 5º posto        | Convocazioni |
| 2017 | 2º posto        | Convocazioni |
| 2019 | 6º posto        | Convocazioni |
| 2021 | non qualificata | -            |
| 2023 | 4º posto        | Convocazioni |

| 2021 | 5º posto | Convocazioni |
| 2022 | 4º posto | Convocazioni |
| 2023 | 3º posto | Convocazioni |
| 2024 | 6º posto | Convocazioni |

| 2022 | 2º posto        | Convocazioni |
| 2023 | non qualificata | Convocazioni |
| 2024 | 3º posto        | Convocazioni |
| 2025 | non qualificata | Convocazioni |

### Competizioni zonali
| 1955 | non qualificata | -            |
| 1959 | non qualificata | -            |
| 1963 | non qualificata | -            |
| 1967 | 3º posto        | Convocazioni |
| 1971 | 1º posto        | Convocazioni |
| 1975 | 1º posto        | Convocazioni |
| 1979 | 1º posto        | Convocazioni |
| 1983 | 1º posto        | Convocazioni |
| 1987 | 1º posto        | Convocazioni |
| 1991 | 1º posto        | Convocazioni |
| 1995 | 1º posto        | Convocazioni |
| 1999 | 2º posto        | Convocazioni |
| 2003 | 2º posto        | Convocazioni |
| 2007 | 1º posto        | Convocazioni |
| 2011 | 2º posto        | Convocazioni |
| 2015 | 5º posto        | Convocazioni |
| 2019 | non qualificata | -            |
| 2023 | 8º posto        | Convocazioni |

| 1935 | ?               | -            |
| 1938 | ?               | -            |
| 1946 | non qualificata | -            |
| 1954 | ?               | -            |
| 1959 | non qualificata | -            |
| 1962 | 4º posto        | Convocazioni |
| 1966 | 1º posto        | Convocazioni |
| 1970 | 2º posto        | Convocazioni |
| 1974 | 1º posto        | Convocazioni |
| 1978 | 1º posto        | Convocazioni |
| 1982 | 1º posto        | Convocazioni |
| 1986 | 1º posto        | Convocazioni |
| 1990 | 1º posto        | Convocazioni |
| 1993 | 1º posto        | Convocazioni |
| 1998 | 1º posto        | Convocazioni |
| 2002 | non qualificata | -            |
| 2006 | 2º posto        | Convocazioni |
| 2010 | non qualificata | -            |
| 2014 | 3º posto        | Convocazioni |
| 2018 | 7º posto        | Convocazioni |
| 2022 | 3º posto        | Convocazioni |

| 2002 | 1º posto        | Convocazioni |
| 2003 | 3º posto        | Convocazioni |
| 2004 | 1º posto        | Convocazioni |
| 2005 | 1º posto        | Convocazioni |
| 2006 | 2º posto        | Convocazioni |
| 2007 | 1º posto        | Convocazioni |
| 2008 | 11º posto       | Convocazioni |
| 2009 | non qualificata | -            |
| 2010 | 4º posto        | Convocazioni |
| 2011 | 4º posto        | Convocazioni |
| 2012 | 3º posto        | Convocazioni |
| 2013 | 6º posto        | Convocazioni |
| 2014 | 5º posto        | Convocazioni |
| 2015 | 4º posto        | Convocazioni |
| 2016 | 4º posto        | Convocazioni |
| 2017 | 5º posto        | Convocazioni |
| 2018 | 7º posto        | Convocazioni |
| 2019 | 8º posto        | Convocazioni |
| 2022 | 5º posto        | Convocazioni |
| 2023 | non qualificata | -            |
| 2024 | 9º posto        | Convocazioni |
| 2025 | 7º posto        | Convocazioni |

### Competizioni estinte
| 1993 | 1º posto        | Convocazioni |
| 1994 | 2º posto        | Convocazioni |
| 1995 | 3º posto        | Convocazioni |
| 1996 | 2º posto        | Convocazioni |
| 1997 | 2º posto        | Convocazioni |
| 1998 | 3º posto        | Convocazioni |
| 1999 | 5º posto        | Convocazioni |
| 2000 | 1º posto        | Convocazioni |
| 2001 | 4º posto        | Convocazioni |
| 2002 | 7º posto        | Convocazioni |
| 2003 | 11º posto       | Convocazioni |
| 2004 | 4º posto        | Convocazioni |
| 2005 | 4º posto        | Convocazioni |
| 2006 | 4º posto        | Convocazioni |
| 2007 | 7º posto        | Convocazioni |
| 2008 | 2º posto        | Convocazioni |
| 2009 | non qualificata | -            |
| 2010 | non qualificata | -            |
| 2011 | 11º posto       | Convocazioni |
| 2012 | 6º posto        | Convocazioni |
| 2013 | 19º posto       | Convocazioni |
| 2014 | 20º posto       | Convocazioni |
| 2015 | 25º posto       | Convocazioni |
| 2016 | 25º posto       | Convocazioni |
| 2017 | non qualificata | -            |

| 1993 | 1º posto        | Convocazioni |
| 1997 | 2º posto        | Convocazioni |
| 2001 | non qualificata | -            |
| 2005 | non qualificata | -            |
| 2009 | non qualificata | -            |
| 2013 | non qualificata | -            |
| 2017 | non qualificata | -            |

| 2015 | 2º posto        | Convocazioni |
| 2019 | non qualificata | -            |

| 2008 | 4º posto        | Convocazioni |
| 2009 | non qualificata | -            |
| 2010 | non qualificata | -            |

| 1988 | non qualificata | -            |
| 1990 | non qualificata | -            |
| 1992 | 1º posto        | Convocazioni |
| 1994 | 1º posto        | Convocazioni |

| 1996 | 2º posto | Convocazioni |

| 1988 | 1º posto        | Convocazioni |
| 1989 | 1º posto        | Convocazioni |
| 1990 | 2º posto        | Convocazioni |
| 1991 | 3º posto        | Convocazioni |
| 1992 | 1º posto        | Convocazioni |
| 1993 | 1º posto        | Convocazioni |
| 1994 | 5º posto        | Convocazioni |
| 1995 | 2º posto        | Convocazioni |
| 1996 | 1º posto        | Convocazioni |
| 1998 | 1º posto        | Convocazioni |
| 1999 | 1º posto        | Convocazioni |
| 2000 | 6º posto        | Convocazioni |
| 2001 | 1º posto        | Convocazioni |
| 2002 | 7º posto        | Convocazioni |
| 2003 | 7º posto        | Convocazioni |
| 2004 | 4º posto        | Convocazioni |
| 2005 | 7º posto        | Convocazioni |
| 2006 | 3º posto        | Convocazioni |
| 2007 | 2º posto        | Convocazioni |
| 2008 | 1º posto        | Convocazioni |
| 2009 | 7º posto        | Convocazioni |
| 2010 | 3º posto        | Convocazioni |
| 2011 | 2º posto        | Convocazioni |
| 2013 | non qualificata | -            |
| 2014 | non qualificata | -            |
| 2015 | non qualificata | -            |
| 2016 | non qualificata | -            |

| 1986 | non qualificata | -            |
| 1990 | 8º posto        | Convocazioni |
| 1994 | 5º posto        | Convocazioni |